# Daigoro Kondo
Daigoro Kondo, és un exfutbolista japonès.

## Selecció japonesa
Daigoro Kondo va disputar 2 partits amb la selecció japonesa.